# Юлие Шупихова
Юлие Шупихова (на чешки: Julie Šupichová) е чешка писателка, публицистка, учителка по есперанто.

## Биография
Родена е на 27 януари 1884 г. в село Студенице (дн. окръг Наход), Австро-Унгария. Тя е внучка на лекаря Франтишек Шупич от Червени Костелец.
Започва работа като учителка в Червени Костелец, след което в Гронов и Прага. През 1907 г. научава есперанто от учебника на Теодор Чайка, след което се посвещава на разпространението на езика.
Тя става член на есперанто клуб в Прага, почетен член на Универсалната есперантска асоциация и член на Чешкия съюз на есперантистите.
Занимава се с литературна и журналистическа дейност, води лекции по радиото, написва 26 публикации, 28 учебника и брошури, буквара Legu kai parolu! и сътрудничи на 60 чешки и есперантски списания. Под влиянието на настъпващия националсоциализъм тя анонимно издава произведението Provolání K celému světu. През 1933 г. става почетен член на Универсалната есперантска асоциация и на Есперантската асоциация на Чехословашката република. Тя е автор на курсове по есперанто.
Умира на 20 декември 1970 г. в Прага, Чехословакия. На 27 декември 1970 г. тялото ѝ е кремирано.

## Произведения
Списък на произведенията в основната част на каталога на Чехия, чийто автор или обект е Юлие Шупихова:
- Есперанто: речник и учебна тетрадка за самообучаващи се студенти и курсове (1947)
- Ние говорим есперанто (1947)
- Л. Л. Заменхоф (1947)
- Малък пътеводител за Прага (1938)
- Няколко думи към майките на нашите ученици (1942)
- Речник на чуждите думи (1936)
- Речник на чуждите думи за младежи (1944)
- La juna korespondanto